# 5 szwadron pionierów
5 szwadron pionierów – pododdział kawalerii Wojska Polskiego.

## Historia szwadronu
W 1924 został sformowany szwadron pionierów przy 5 Samodzielnej Brygadzie Kawalerii. 21 listopada 1924 minister spraw wojskowych przydzielił por. Stanisława Szczuckiego na stanowisko dowódcy szwadronu i por. Stanisława Kossowskiego na stanowisko młodszego oficera szwadronu. Szwadron wchodził w skład 5 Samodzielnej Brygada Kawalerii w Krakowie. 6 listopada 1924 generał dywizji Stefan Majewski, w zastępstwie ministra spraw wojskowych, rozkazem O.I.Szt.Gen. 11750 Org. ustalił następujące odznaki dla organizującego się szwadronu pionierów przy 5 SBK:
- otok na czapkach rogatywkach czarny,
- proporczyki na kołnierzu kurtki i płaszcza pąsowo-czarne (barwa pąsowa u góry, barwa czarna zaś u dołu),
- na naramiennikach kurtki i płaszcza numer (cyfry arabskie) i litery „5B”[a].

Szwadron stacjonował w garnizonie Kraków.
W styczniu 1925 nastąpiła zmiana na stanowisku młodszego oficera szwadronu. Porucznik Kossowski wrócił do macierzystego 2 pułku szwoleżerów, a na jego miejsce przydzielony został por. Kazimierz Tym z tego samego pułku. Wymieniony oficer pełnił służbę w szwadronie do 1 sierpnia 1935.
Od sierpnia 1926 formacją ewidencyjną dla żołnierzy szwadronu był 8 pułk ułanów w Krakowie. W związku z powyższym minister spraw wojskowych zarządzeniem Dep. II L. 10260/1926 przeniósł do tego pułku rotmistrza Szczuckiego oraz poruczników Kazimierza Tyma i Stefana Umiastowskiego.
1 października 1926 szwadron został oddany pod inspekcję gen. dyw. Aleksandrowi Osińskiemu.
4 sierpnia 1927 minister spraw wojskowych ustalił barwy szkarłatno-czarne dla proporczyka szwadronów pionierów.
24 lutego 1928 minister spraw wojskowych ustalił otok szkarłatny na czapkach oficerów i szeregowych szwadronów pionierów.
W 1930 pododdział został przemianowany na 5 szwadron pionierów.
13 sierpnia 1931 minister spraw wojskowych marszałek Polski Józef Piłsudski rozkazem G.M. 7759 I. zatwierdził wzór i regulamin odznaki pamiątkowej szwadronów pionierów.
Bezpośredni nadzór nad szkoleniem i wychowaniem żołnierzy w szwadronie, jak również nadzór nad właściwym wykorzystaniem i konserwacją sprzętu saperskiego sprawował jeden z trzech dowódców grup saperów. Był on również kierownikiem corocznych koncentracji jednostek saperskich.
W lipcu 1935 do szwadronu został przydzielony por. Stefan Piklikiewicz.
Od 1937 szwadron wchodził w skład Krakowskiej Brygady Kawalerii. Do października tego roku szwadron został zreorganizowany.
Rozkazem Departamentu Kawalerii Ministerstwa Spraw Wojskowych L.1147 z 10 lipca 1939 nakazano sformować zmotoryzowany pluton pionierów Krakowskiej BK przy szwadronie pionierów brygady. Do ogłoszenia mobilizacji pluton znajdował się w trakcie szkolenia i wyposażania w Modlinie, a na tabelę mob. 8 pułku ułanów zostałby wpisany prawdopodobnie wiosną 1940.
Zgodnie z uzupełnionym planem mobilizacyjnym „W” dowódca 8 pułku ułanów w Krakowie był odpowiedzialny za przygotowanie i przeprowadzenie mobilizacji szwadronu pionierów nr 5. Jednostka była mobilizowana w alarmie, w grupie jednostek oznaczonych kolorem żółtym. 23 sierpnia 1939 została zarządzona mobilizacja jednostek „żółtych” na terenie Okręgu Korpusu Nr V. Początek mobilizacji został wyznaczony na godz. 6.00 następnego dnia. Mobilizacja szwadronu odbyła się w terminie (A+36) i zgodnie z elaboratem mob. Szwadron przyjął organizację wojenną L.3023/mob.org. oraz został ukompletowany zgodnie z zestawieniem specjalności L.4023/mob.AR i wyposażony zgodnie z należnościami materiałowymi L.5023/mob.mat. 26 sierpnia szwadron osiągnął pogotowie marszowe. Pluton motorowy pod dowództwem por. kaw. Ryszarda Dmowskiego do szwadronu nie dołączył, lecz wziął udział w obronie Warszawy. Piątego dnia mobilizacji powszechnej miała być zakończona mobilizacja uzupełnienia marszowego szwadronu pionierów nr 5. Uzupełnienie marszowe było jednostką podległą dowódcy Okręgu Korpusu Nr V, a zaopatrywaną przez dowódcę Armii „Kraków”. Zmobilizowany szwadron pionierów nr 5 i jego uzupełnienie marszowe przynależały pod względem ewidencji do Ośrodka Zapasowego Kawalerii „Dębica”.
W czasie kampanii wrześniowej szwadron pionierów nr 5 walczył w składzie Krakowskiej BK.

## Kadra szwadronu
Dowódcy szwadronu
- por. / rtm. Stanisław Henryk Szczucki (XI 1924[30] – 1937)
- rtm. Jan Płosso vel Płosa[c] (do IX 1939[33][34])

Obsada personalna w marcu 1939
- dowódca szwadronu – rtm. Jan Płosso
- dowódca plutonu – rtm. Janusz Lucjan Chrzanowski
- dowódca plutonu – por. kaw. Edward Mazurak

Obsada personalna we wrześniu 1939
- dowódca szwadronu – rtm. Jan Płosso
- dowódca I plutonu – por. kaw. Stanisław Franciszek Smrokowski[37]
- dowódca II plutonu – por. kaw. Mieczysław Józef Rakoczy[38]
- dowódca III plutonu – por. kaw. Edward Mazurak
- szef szwadronu – st. wachm. Kraczyna